# Кальман Калочай
Кальман Калочай (угор. Kálmán Kalocsay; угорс. вимова [ˈKaːlmaːn ˈkɒlot͡ʃɒi]; 6 жовтня 1891 р. Абауйшанто – 27 лютого 1976 р.) — угорський есперантистський поет, перекладач та редактор, який суттєво вплинув на культуру есперанто як в її літературі, так і в самій мові, завдяки оригінальній поезії та перекладам літературних творів з рідної угорської та ін. мов Європи. Його ім'я іноді називають есперантизованим як Коломано Калочайо, і деякі його роботи публікувались під різними псевдонімами, зокрема CER Бумі, Копар, Алекс Кей, К. Стелов, Маліс Пік та Пітер Пенетер.

## Біографія
Калочай вивчав медицину, а згодом став хірургом та головним інфекціоністом у великій лікарні Будапешта. Він вивчив і есперанто, і його відокремлений діалект ідо в підлітковому віці, але став більш схильним до есперанто після того, як побачив його більший літературний потенціал. У 1921 р. вийшла його перша оригінальна збірка віршів «Mondo kaj Koro» («Світ і серце»). Подальше десятиліття пройшло до появи його збірки Streĉita Kordo («Натягнута струна»), яку багато есперантистів вважають однією з найкращих колекцій оригінальної есперанто-поезії, а Рімпортретой («Портрети в римі»), дотепні вірші в стилі ронделя про різних людей, відомих тоді в есперанто-русі. У 1932 році під псевдонімом Пітер Пенетер видав книгу еротичних віршів «Секретай Сонетой» («Таємні сонети»).

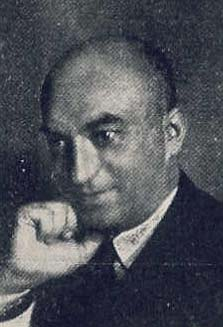
Кальман Калочай

Калочай керував літературним світом есперанто через журнал та видавництво «Literaturo Mondo» («Літературний світ»). Група письменників, котрі об’єдналися навколо цього журналу в 1920-30-х роках, була відома як Budapeŝto skolo («школа Будапешта»).
Роботи Калочая про літературну та лінгвістичну теорію включають експансивну Плену Граматико де есперанто («Повна граматика есперанто») та Парнасу Гвідлібро («Довідник Парнаса»), роботу з есперанто-поетики у співавторстві з Гастоном Варінгеном та академічний стиль посібник з есперанто, лінгво - Стіло - Формо («Мова, стиль та форма»). Також співавтор двотомної «Енциклопедії де есперанто» («Енциклопедія есперанто»).
Про Калочая багато Ада Чішар, після смерті якої маєток перейшов до музею есперанто Австрійської національної бібліотеки.